# Liceo moderno
Il ginnasio liceo moderno fu una scuola media superiore del Regno d'Italia, istituita nel 1911 su iniziativa del Ministro della pubblica istruzione Luigi Credaro (legge 860/1911), il quale accolse parzialmente la proposta della Commissione Reale, una commissione parlamentare istituita nel 1906 al fine di arricchire l'offerta liceale italiana. Il ginnasio liceo moderno fu soppresso nel 1923.

## Storia
Il liceo moderno fu il primo tentativo di aggiornare l'impianto liceale italiano, risalente alla Legge Casati del 1859. Prima di esso, in effetti, esistevano alcune sezioni sperimentali senza il greco e con la matematica o le lingue straniere, ma dipendevano dalle singole scuole e quindi non erano regolate da una direttiva ministeriale. Non ebbe il tempo di affermarsi concretamente, poiché fu istituito negli anni a cavallo della prima guerra mondiale e l'avvento del Fascismo portò una nuova radicale riforma dell'intero sistema scolastico. Fu attivato solo in otto province e mai in una struttura scolastica propria; in altre parole, non furono attivati ginnasi licei moderni autonomi, come avverrà in seguito con i licei scientifici, bensì furono attivate sezioni di ginnasio liceo moderno all'interno di strutture scolastiche in cui erano già esistenti sezioni di ginnasio liceo (classico). La denominazione degli anni scolastici rimase quella tradizionale, con un ginnasio inferiore triennale (unico per entrambi i licei), due ginnasi superiori biennali (classico e moderno) e ancora due licei triennali (classico e moderno). Diversamente da quanto proposto originariamente, consentiva l'accesso a qualsiasi facoltà universitaria, anche a lettere e filosofia. Il liceo moderno fu soppresso dalla Riforma Gentile del 1923, che tolse anche la sezione fisico-matematica del regio istituto tecnico e sostituì il liceo scientifico istituito anch'esso dalla legge Credaro del 1911 con quello tuttora esistente. 

### La proposta della Commissione Reale
La Commissione Reale fu istituita nel 1906 e, dopo tre anni, presentò un piano di riforma che prevedeva, tra l'altro: 
- un ginnasio triennale, unico e senza il latino;
- tre licei quinquennali: 
  - il liceo classico, che ricalcava il liceo allora esistente ed era caratterizzato dall'insegnamento delle lingue classiche; consentiva l'accesso a qualsiasi facoltà universitaria;
  - il liceo moderno, senza il greco, con il potenziamento della lingua straniera (francese), con l'insegnamento di una seconda lingua straniera (tedesco o inglese), del diritto e dell'economia; non consentiva l'accesso alla facoltà di Lettere;
  - il liceo scientifico, senza lingue classiche, con l'insegnamento di una seconda lingua straniera e un rafforzamento delle materie scientifiche; non consentiva l'accesso alla facoltà di Lettere e Giurisprudenza.

La denominazione degli anni scolastici variava rispetto a quella allora in vigore (e tuttora in vigore per il liceo classico) in quanto dopo il terzo anno di ginnasio si passava al primo anno di liceo (classico, moderno o scientifico a seconda della scelta) e si proseguiva fino al quinto anno. Questa denominazione fu ripresa nel 1923 (ed è tuttora in vigore) per il liceo scientifico. In ossequio alla tradizione italiana, ai tre licei proposti non era riconosciuta pari dignità in quanto l'accesso ad alcune facoltà universitarie era condizionato dall'indirizzo di liceo frequentato. Se il liceo moderno non consentiva l'accesso alla sola Lettere, il liceo scientifico non consentiva l'accesso anche a Giurisprudenza; ed era quest'ultima una pesante limitazione in quanto, tradizionalmente, la facoltà di Giurisprudenza era la più frequentata tra le classi dirigenziali. Questa limitazione fu ripresa nel 1923, quando fu istituito il liceo scientifico il cui titolo, fino al 1969, non è stato valido per l'iscrizione a Lettere (l'iscrizione a Giurisprudenza venne invece permessa dalla legge 1859 del 31 dicembre 1962). Il liceo classico, invece, consentiva l'accesso a qualsiasi facoltà universitaria. 
| Discipline                   | Classico | Classico | Classico | Classico | Classico | Classico | Moderno | Moderno | Moderno | Moderno | Moderno | Moderno | Scientifico | Scientifico | Scientifico | Scientifico | Scientifico | Scientifico |
| Discipline                   | I        | II       | III      | IV       | V        | TOT      | I       | II      | III     | IV      | V       | TOT     | I           | II          | III         | IV          | V           | TOT         |
| ---------------------------- | -------- | -------- | -------- | -------- | -------- | -------- | ------- | ------- | ------- | ------- | ------- | ------- | ----------- | ----------- | ----------- | ----------- | ----------- | ----------- |
| Italiano                     | 5        | 4        | 4        | 4        | 4        | 21       | 5       | 4       | 4       | 4       | 4       | 21      | 5           | 4           | 4           | 4           | 4           | 21          |
| Latino                       | 8        | 6        | 6        | 6        | 6        | 32       | 6       | 5       | 4       | 4       | 3       | 22      | -           | -           | -           | -           | -           | 0           |
| Greco                        | -        | 5        | 5        | 5        | 5        | 20       | -       | -       | -       | -       | -       | 0       | -           | -           | -           | -           | -           | 0           |
| Francese                     | 3        | 2        | -        | -        | -        | 5        | 4       | 2       | 2       | 2       | 2       | 12      | 3           | 2           | -           | -           | -           | 5           |
| Inglese o tedesco            | -        | -        | -        | -        | -        | 0        | -       | 5       | 4       | 3       | 3       | 15      | 3           | 3           | 3           | 3           | 3           | 15          |
| Storia                       | 3        | 3        | 3        | 3        | 3        | 15       | 3       | 3       | 3       | 3       | 3       | 15      | 3           | 3           | 3           | 3           | 3           | 15          |
| Geografia                    | 2        | 2        | 2        | -        | -        | 6        | 2       | 2       | 2       | 2       | -       | 8       | 2           | 2           | 2           | 2           | 2           | 10          |
| Filosofia                    | -        | -        | 3        | 2        | 3        | 8        | -       | -       | 3       | 2       | 3       | 8       | -           | -           | 3           | 2           | 3           | 8           |
| Matematica                   | 2        | 2        | 2        | 2        | 2        | 10       | 2       | 2       | 2       | 2       | 2       | 10      | 5           | 5           | 5           | 5           | 5           | 25          |
| Fisica                       | -        | -        | -        | 3        | 2        | 5        | -       | -       | -       | 3       | 3       | 6       | -           | -           | 3           | 3           | 3           | 9           |
| Chimica                      | -        | -        | 2        | -        | -        | 2        | -       | -       | 2       | -       | -       | 2       | 3           | 3           | -           | -           | -           | 6           |
| Storia naturale              | 2        | 2        | -        | -        | 2        | 6        | 2       | 2       | -       | -       | 2       | 6       | 2           | 2           | 2           | 2           | 2           | 10          |
| Diritto ed economia politica | -        | -        | -        | -        | -        | 0        | -       | -       | -       | 3       | 3       | 6       | -           | -           | -           | -           | -           | 0           |
| Disegno                      | -        | -        | -        | -        | -        | 0        | 2       | 2       | -       | -       | -       | 4       | 2           | 2           | 2           | 2           | 2           | 10          |
| Educazione fisica            | 2        | 2        | 2        | 2        | 2        | 10       | 2       | 2       | 2       | 2       | 2       | 10      | 2           | 2           | 2           | 2           | 2           | 10          |
| Totale ore settimanali       | 27       | 28       | 29       | 27       | 29       | 130      | 28      | 29      | 28      | 30      | 30      | 135     | 30          | 28          | 29          | 28          | 29          | 134         |

### Ginnasio liceo moderno
Attivato nel 1911, rimase operativo fino al 1923, con le seguenti materie e ore:
| Discipline                    | Ginnasio | Ginnasio | Liceo | Liceo | Liceo |
| Discipline                    | IV       | V        | I     | II    | III   |
| ----------------------------- | -------- | -------- | ----- | ----- | ----- |
| Italiano                      | 4        | 4        | 3     | 3     | 3     |
| Latino                        | 5        | 5        | 3     | 3     | 2     |
| Francese                      | 3        | 3        | 4     | -     | -     |
| Tedesco o inglese             | 4        | 4        | 3     | 3     | 3     |
| Storia e geografia            | 3        | 3        | 4     | 4     | 2     |
| Diritto, economia e filosofia | -        | -        | -     | 3     | 4     |
| Matematica                    | 2        | 2        | 4     | 3     | 3     |
| Fisica e chimica              | -        | -        | 4     | 3     | 3     |
| Scienze naturali              | 2        | 2        | -     | 3     | 3     |
| Disegno                       | 2        | 2        | -     | -     | -     |
| Educazione fisica             | 2        | 2        | 2     | 2     | 2     |
| Totale ore settimanali        | 27       | 27       | 27    | 27    | 25    |

## Caratteristiche
Rispetto al liceo tradizionale, che da allora iniziò a essere chiamato liceo classico, a fronte dell'assenza del greco e dell'alleggerimento del latino, prevedeva l'insegnamento di una seconda lingua straniera (tedesco o inglese, che si affiancava al francese), del diritto, dell'economia e un leggero incremento delle materie scientifiche. 
Il ginnasio inferiore, ossia il primo triennio del ginnasio (una delle scuole medie inferiori che seguivano la scuola elementare quadriennale), rimaneva unico e invariato, poi si optava per il 4° ginnasio (classico) o per il 4° ginnasio moderno. Il titolo rilasciato consentiva l'accesso a qualsiasi facoltà universitaria.